# Dálnice 60 (Izrael)
Dálnice 60 nebo přesněji silnice 60 (hebrejsky: כביש 60‎, kviš 60, známá též jako דרך האבות‎, Derech ha-avot, „Cesta otců“ – podle četných poblíž ležících biblických míst, kudy putoval starozákonní Abrahám) je významný silniční tah (nikoliv dálničního charakteru, většinou bez vícečetných jízdních pruhů a s úrovňovými křižovatkami) v Izraeli a na Západním břehu Jordánu, který v severojižním směru probíhá od severního Negevu přes vrcholové partie hřbetu Judských hor i Samařska, do Jizre'elského údolí a Dolní Galileje.

## Trasa silnice

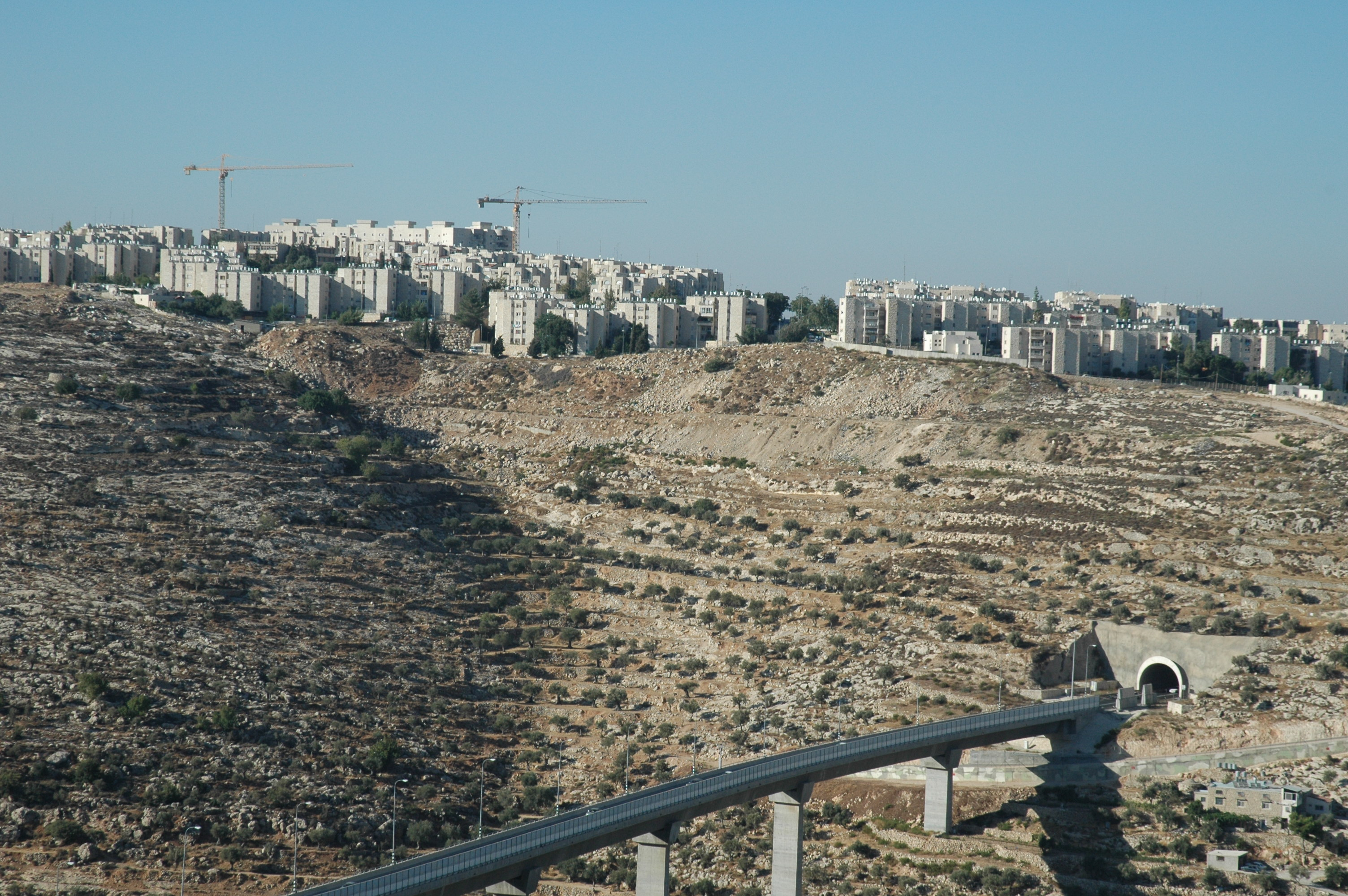
Tunel a most na dálnici číslo 60 poblíž Guš Ecjon

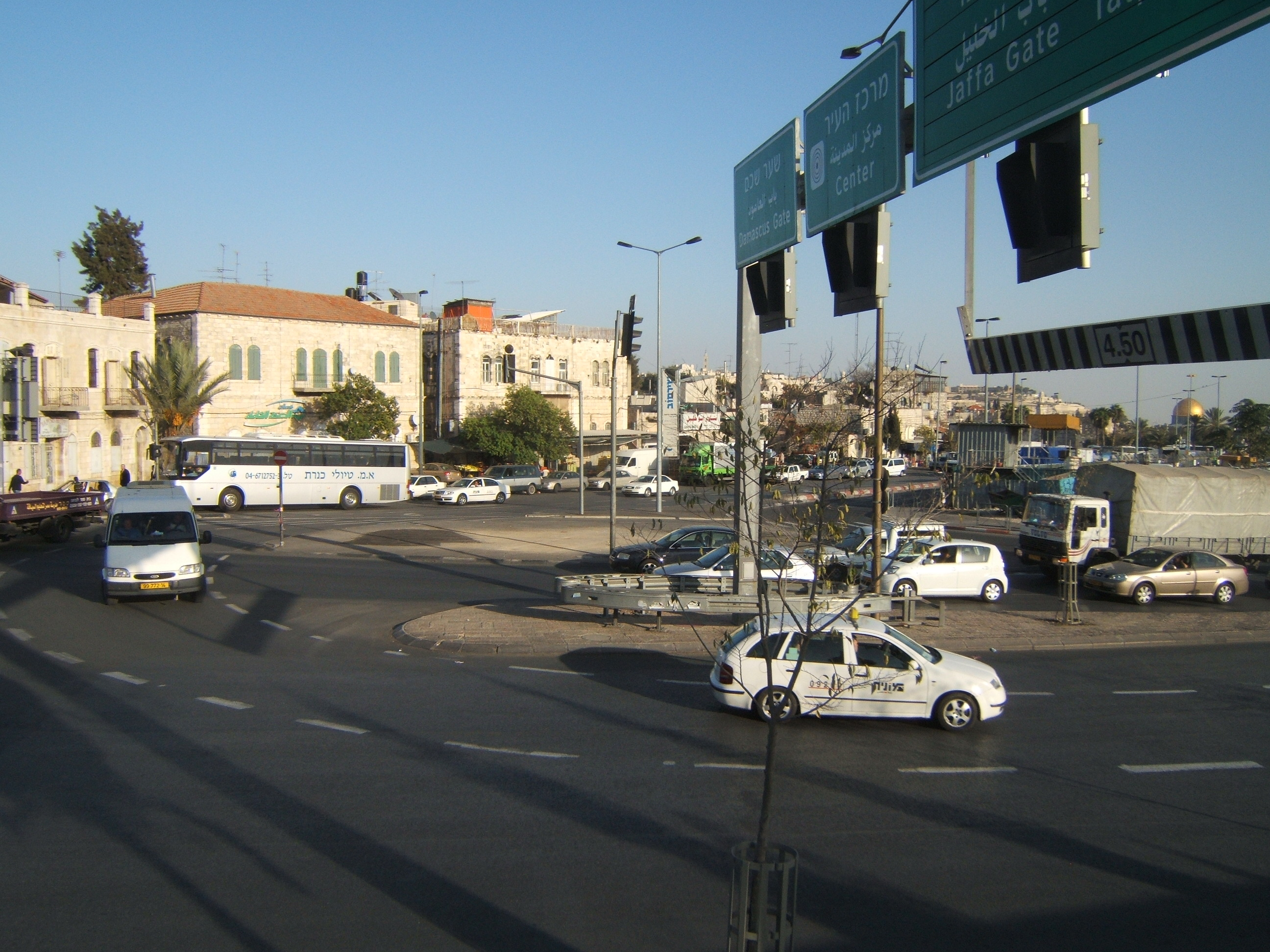
Dálnice číslo 60 v Jeruzalému při křižovatce s ulicí ha-Nevi'im

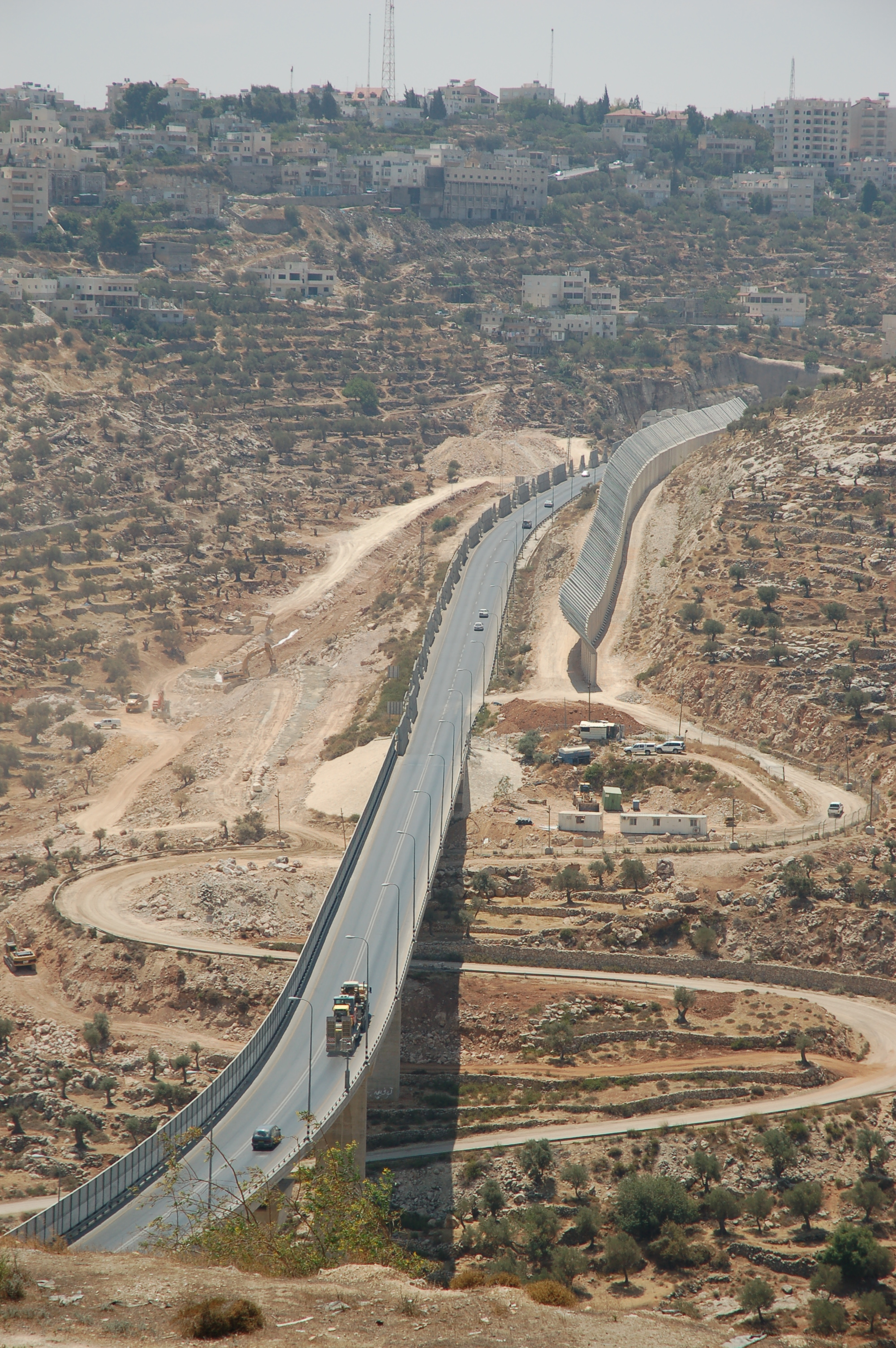
Tunel a most na dálnici číslo 60 poblíž Guš Ecjon

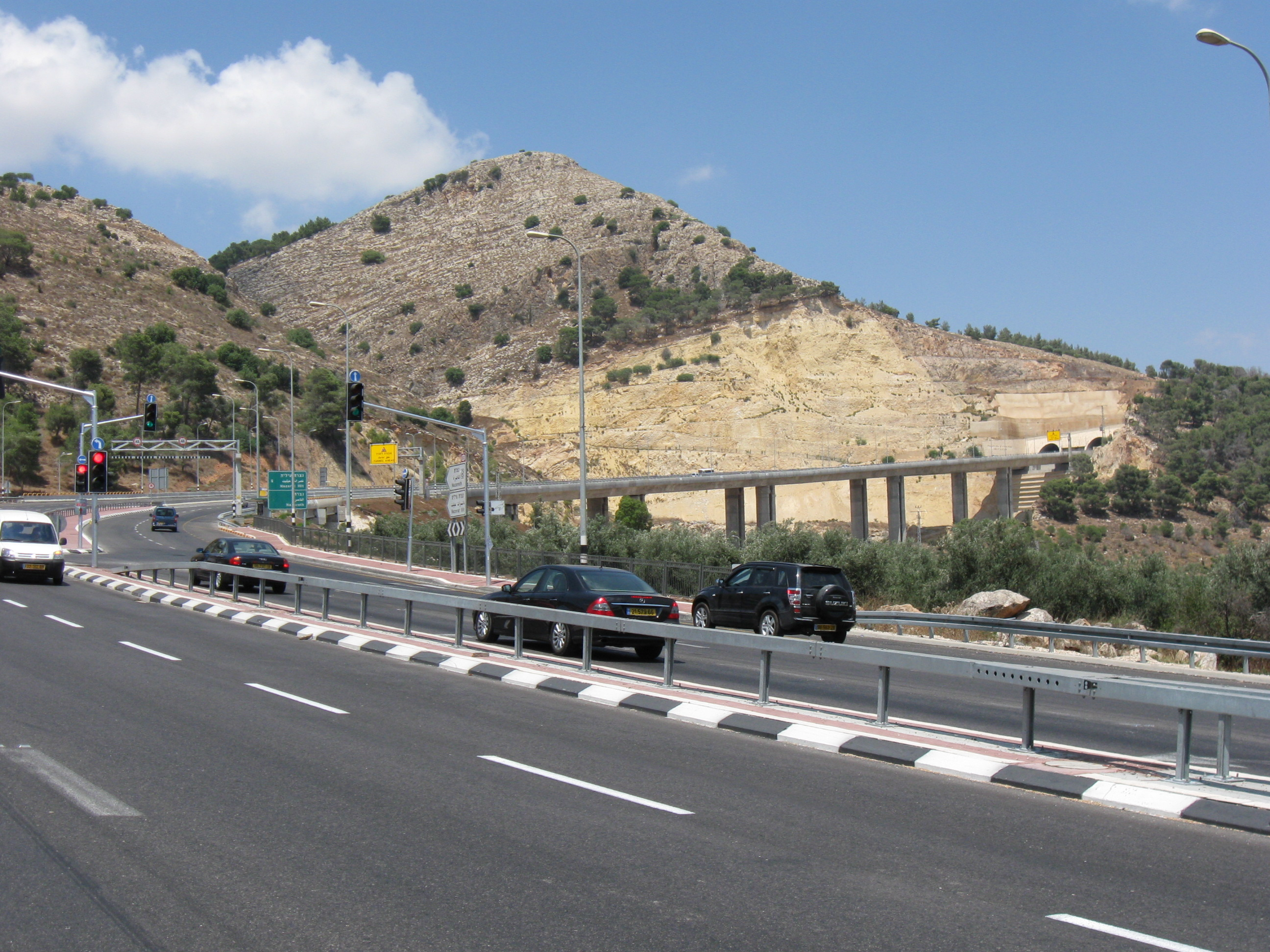
Nový úsek dálnice číslo 60 poblíž Nazaretu

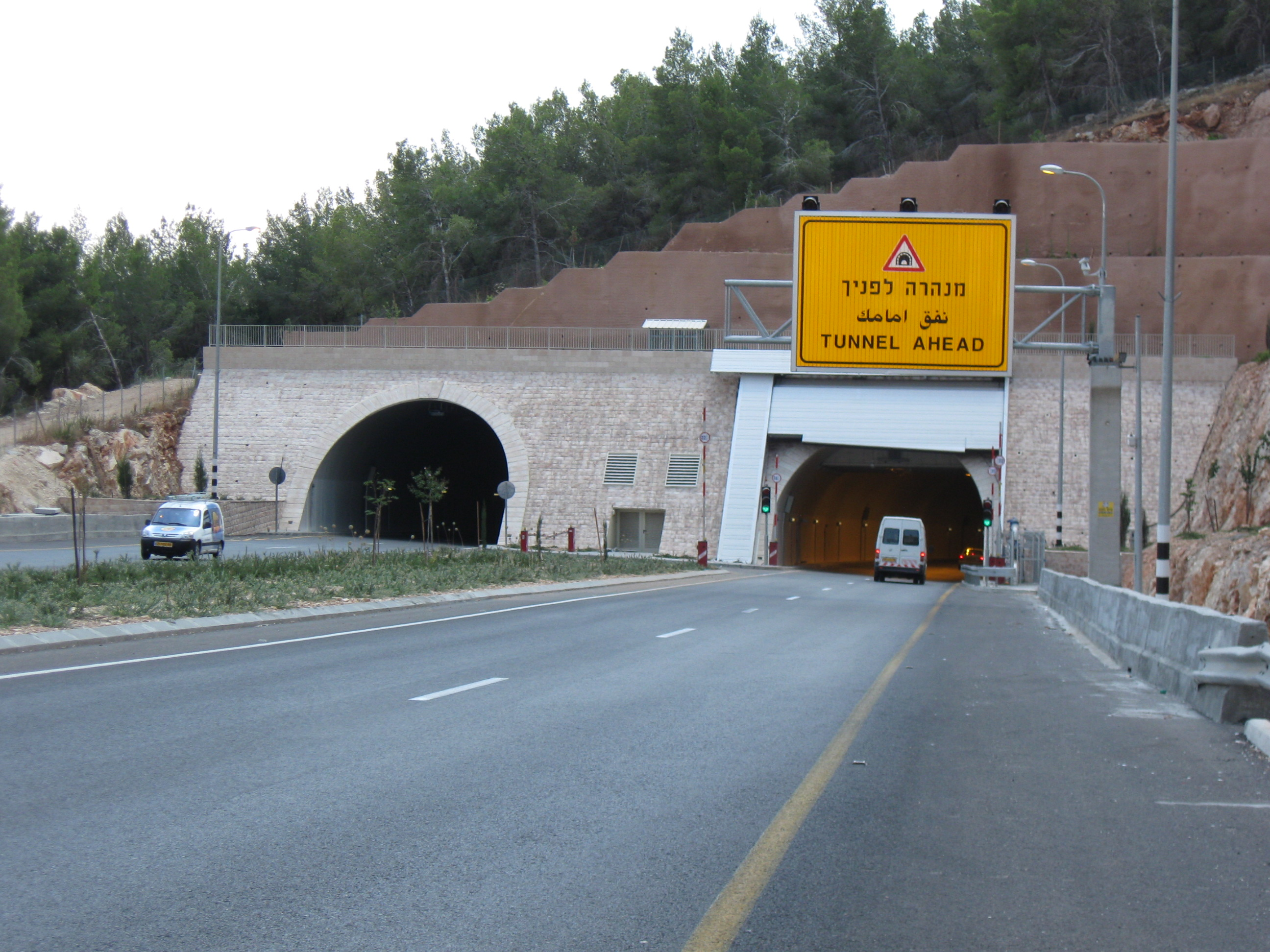
Tunel na novém úseku dálnice číslo 60 poblíž Nazaretu

Dálnice 60 začíná ve městě Beerševa na severním okraji Negevské pouště, odkud vede severovýchodním směrem do úbočí Judských hor (respektive jejich jižní části nazývané Hebronské hory – Har Chevron). Za městem Mejtar vstupuje na území Západního břehu Jordánu, kde zajišťuje dopravní spojení hlavně pro zdejší izraelské osady. Z východu obchází velkoměsto Hebron i jeho židovské předměstí Kirjat Arba a stáčí se k severu. Prochází historickým regionem Guš Ecjon a ze západu obchází město Betlém. Pak pokračuje jako městská dopravní tepna v Jeruzalému, stále v severním směru. Dočasně zde opět vstupuje na území Izraele v jeho mezinárodně uznávaných hranicích (Západní Jeruzalém) na dotyku s hradbami Starého Města.
Dál k severu vstupuje trasa silnice opět na území Západního břehu Jordánu, kde opět prioritně slouží jako severojižní dopravní tepna pro tamní izraelské osady, přičemž z východu obchází palestinské město Ramalláh a ze západu Nábulus. Východně od izraelské osady Mevo Dotan v severním Samařsku vstupuje trasa silnice na území pod plnou kontrolou Palestinské autonomie a směřuje k severovýchodu do města Dženín. V tomto úseku je silnice nepřístupná izraelským řidičům a není tak sjízdná jako jeden dopravní tah (s výjimkou vojenských konvojů).
Opětovně je pro izraelské občany sjízdný až úsek severně od Dženínu, za Zelenou linií, tedy uvnitř izraelských mezinárodně uznávaných hranic. Jde o zemědělskou oblast v Jizre'elském údolí, kde dálnice prochází městem Afula a pak končí severně odtud v Nazaretu na křižovatce s dálnicí číslo 75.
V důsledku první intifády i druhé intifády, kdy se vyostřilo napětí mezi izraelskými osadníky a Palestinci na Západním břehu Jordánu, došlo podél silnice číslo 60 k sérii stavebních investic, jejichž cílem bylo minimalizovat styk mezi oběma populacemi. Jednalo se o několik obchvatů, které pozměnily původní trasování silnice mimo palestinská města. Přesná trasa i délka tohoto silničního tahu se tak výrazně proměnila. Délka silnice byla k roku 2008 udávána na 220 kilometrů. V roce 1987 měřila 226,5 km.
Výraznou proměnu například přinesla výstavba obchvatu Betlému po roce 1996, který je veden zčásti tunely (jeden o délce 300 metrů, druhý 900 metrů) a přímo napojuje blok izraelských osad Guš Ecjon na Jeruzalém. Během druhé intifády počátkem 21. století byl tento obchvat terčem ostřelování z palestinského města Bajt Džalá a musel být pak v příslušném úseku vybaven betonovou ochranou.
Podobné investice ale probíhaly i mimo Západní břeh Jordánu. 19. listopadu 2008 byla například zprovozněna nová trasa silnice číslo 60 jižně od Nazaretu, kde vozovka koncipována jako těleso dálničního typu nově stoupá z Jizre'elského údolí pomocí estakády a tunelu. Náklady na tuto přeložku dosáhly cca 365 000 000 šekelů. Nový úsek je pojmenován podle izraelského vojáka a politika Rafaela Ejtana (1929–2004). Starosta Nazaretu Ramiz Džaraisi kvůli tomu opustil slavnostní otevření komunikace.
Výhledově plánuje státní dopravní společnost National Roads Company of Israel další přestavbu vybraných úseků silnice číslo 60, zejména mezi Beerševou a Jeruzalémem.
| úsek silnice                                                                   | stará trasa                             | km  | nová trasa                                          | km        |
| ------------------------------------------------------------------------------ | --------------------------------------- | --- | --------------------------------------------------- | --------- |
| Dálnice 60                                                                     |                                         |     |                                                     |           |
| Beerševa – Mejtar                                                              | Omer, křižovatka Šoket                  | 18  | beze změn                                           | beze změn |
| Mejtar – křižovatka Otni'el                                                    | Tene Omarim, Ad-Dhahirija               | 18  | nový východně položený obchvat skrz Šim'a a Otni'el | 19        |
| křižovatka Otni'el – Bejt Chagaj                                               | uprchlický tábor Fawar                  | 8   | beze změn                                           | beze změn |
| Bejt Chagaj – křižovatka u Karmej Cur                                          | průtah městy Hebron a Chalchul          | 13  | východní obchvat Hebronu a Chalchulu                | 19        |
| křižovatka u Karmej Cur – křižovatka Šajarot Ecion u Neve Dani'el              | Alon Švut, Efrat                        | 12  | beze změn                                           | beze změn |
| křižovatka Šajarot Ecion u Neve Dani'el – Gilo (čtvrť Jeruzaléma)              | Betlém                                  | 7,5 | „tunelová trasa“, obchvat Betléma                   | 8         |
| Gilo – ha-Giv'a ha-Carfatit (čtvrť Jeruzaléma)                                 | průtah Jeruzaléma, ulice Derech Chevron | 9,5 | beze změn                                           | beze změn |
| ha-Giv'a ha-Carfatit (čtvrť Jeruzaléma) – Atarot                               | Bejt Chanina, Šu'afat                   | 3,6 | východní obchvat skrz Pisgat Ze'ev                  | 3,8       |
| Atarot – letiště Atarot                                                        | ar-Ram, průmyslová zóna Atarot          | 6   | korekce trasy přes Pisgat Ze'ev                     | 6         |
| letiště Atarot – křižovatka u al-Mazra'a aš-Šarqíja                            | al-Bire, Bejt El                        | 26  | východní obchvat města Ramalláh přes Ofra           | 23        |
| křižovatka u al-Mazra'a aš-Šarkíja – Eli                                       | Šilo, Eli                               | 17  | beze změn                                           | beze změn |
| Eli – křižovatka u Kfar Tapuach                                                | údolí vádí aš-Ša'ari                    | 4,5 | nová komunikace přes vádí aš-Ša'ari                 | 4,8       |
| křižovatka u Kfar Tapuach – křižovatka východně od Jic'haru                    | Huwara                                  | 5,5 | beze změn                                           | beze změn |
| křižovatka východně od Jic'haru – Šavej Šomron                                 | Nábulus                                 | 17  | západní obchvat Nábulusu                            | 19,5      |
| Šavej Šomron – křižovatka Dotan nedaleko Mevo Dotan                            | Silat ad-Dhahr, Ajjah                   | 25  | beze změn                                           | beze změn |
| křižovatka Dotan nedaleko Mevo Dotan – hranice Zelené linie u vesnice Mukejbla | Dženín                                  | 15  | uzavřeno pro izraelskou dopravu                     | 0         |
| hranice Zelené linie u vesnice Mukejbla – Iksal                                | Afula                                   | 21  | beze změn                                           | beze změn |
| Iksal – Nazaret                                                                | trasa skrz Nachal Mizra'a               | 4   | východní obchvat u Nazaretu                         | 6         |